# From the Rooftop 2
| Recensione | Giudizio |
| ---------- | -------- |
| Newsic     | 7/10     |
| Rockit     | Positivo |
| Rockol     | 7/10     |

From the Rooftop 2 è il terzo EP del cantautore italiano Coez pubblicato il 14 ottobre 2022 dalla Carosello Records.

## Descrizione
Come quanto operato con il precedente From the Rooftop, il disco è interamente acustico e presenta nuovi arrangiamenti di brani legati al repertorio dell'artista, oltre a collaborazioni con Frah Quintale e Ariete, una cover del brano Fuori orario del rapper Gué Pequeno e l'inedito Fra le nuvole, pt. 2. La direzione musicale è a cura dello stesso Coez assieme a Orang3, il quale ne è anche produttore, mentre quella creativa è di Coez e Tommaso Biagetti.
Il progetto è accompagnato da una serie di video musicali live per ciascuna delle tracce, diretti e prodotti da Borotalco.tv.

## Accoglienza
Mattia Marzi, recensendo il progetto per Rockol, si sofferma sul fatto che Coez si sia dato il tentativo di «spogliare le sue canzoni e renderle più nude, quasi più classiche» che rispetto al primo volume, definito dalle «sonorità minimal», From the Rooftop 2 si interfacci con «suoni analogici e sintetici, acustica ed elettronica, classica e pop».
L'Agenzia Giornalistica Italia definisce il progetto «ben riuscito» in cui l'artista è capace di «snocciolare piccole perle che hanno il sapore dell’intimità». Alberto Muraro di All Music Italia scrive che si tratti di una «celebrazione dell’atmosfera acustica» dei primi anni di carriera del cantautore.

## Tracce
1. È sempre bello – 3:38
2. Fra le nuvole, pt. 2 – 2:43
3. Nei treni la notte (feat. Frah Quintale) – 3:03
4. Fuori orario – 3:13 – originariamente interpretata da Gué Pequeno
5. Margherita (feat. Ariete) – 2:54
6. Le luci della città – 2:50
7. Essere liberi – 3:33

## Formazione
Orang3 (e ), Giuseppe “Passerotto” D’Ortona (drum pad e percussioni), Alessandro Lorenzoni (chitarra acustica, elettrica e loop station), Valerio Smordoni (piano Rhodes e synth) e Carmine Iuvone (violoncello),
Musicisti
- Coez – voce
- Orang3 – basso elettrico
- Giuseppe D’Ortona – percussioni
- Alessandro Lorenzoni – chitarra
- Valerio Smordoni – piano Rhodes
- Carmine Iuvone – violoncello

Produzione
- Orang3 – produzione
- Simone Benussi – produzione